# Плавучий острів

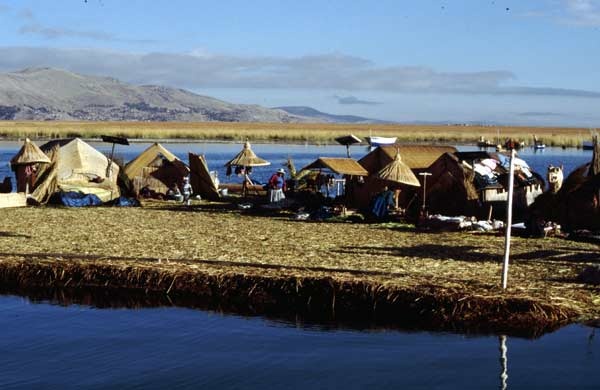
Плавучий острів, створений індіанцями уру, на озері Тітікака

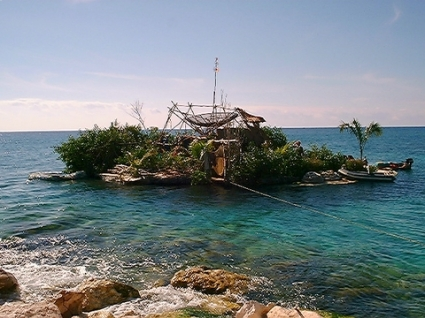
Спіральний острів (Мексика)

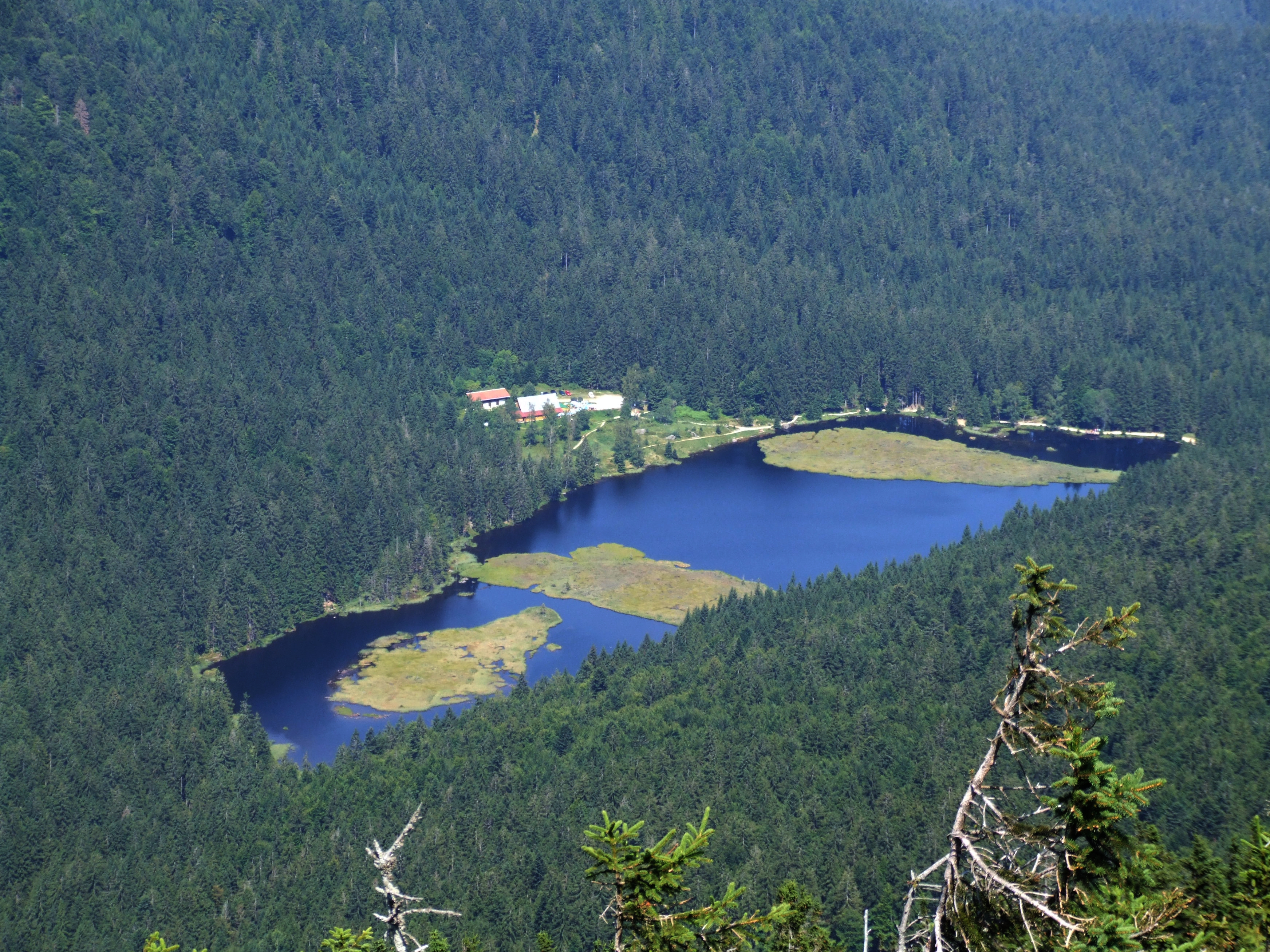
Озеро Кляйнер-Аберзе (Німеччина)

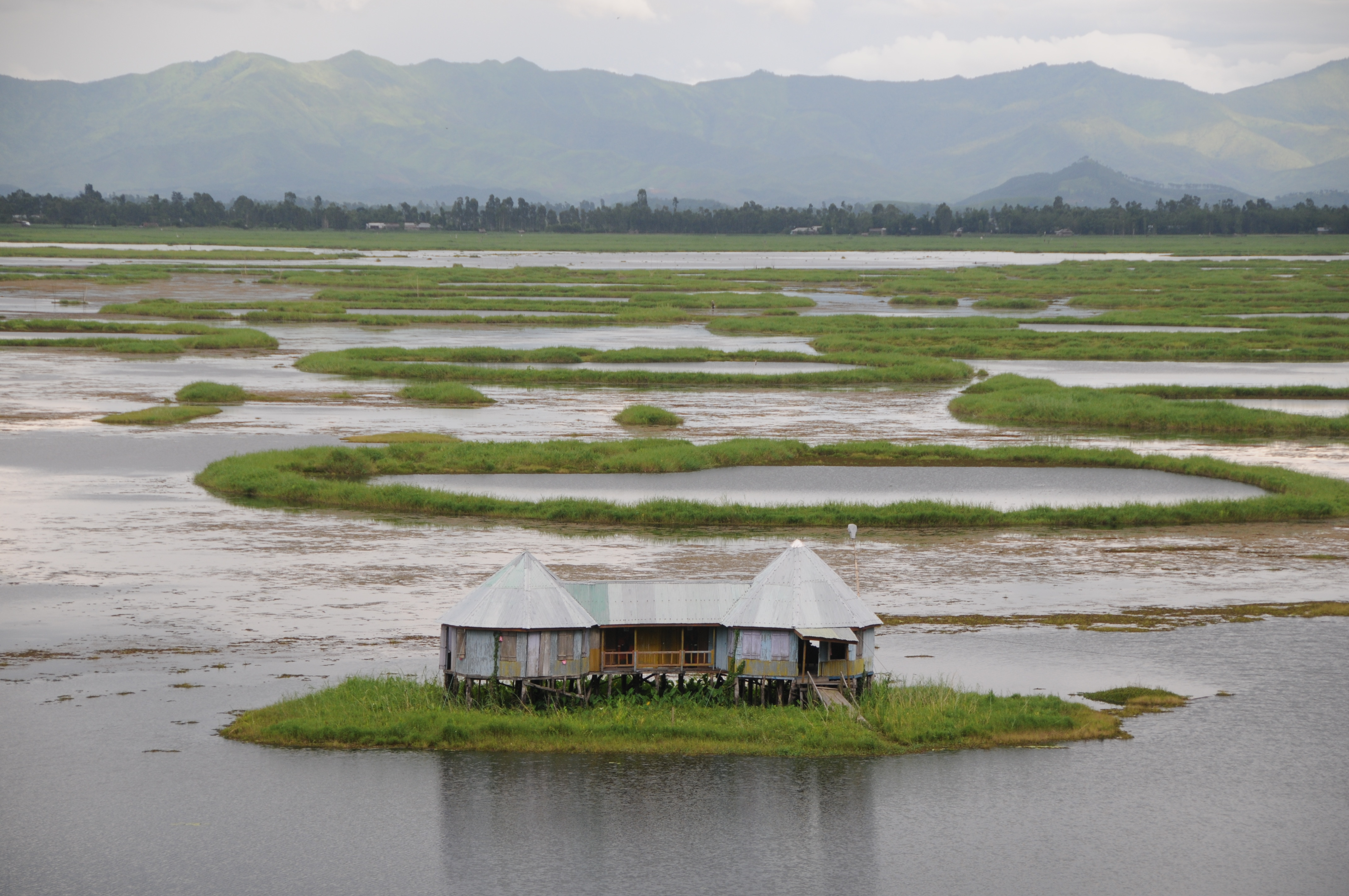
Озеро Локтак (Індія)

Плавучий острів — щільна маса, що складається з плаваючих водоростей, органічних речовин, твані, торфу або інших об'єктів, зібрана в компактний об'єкт (острів), що вільно переміщається на поверхні води, найчастіше на озерах, маршах і схожих об'єктах гідрографії. Товщина такого острова становить від декількох сантиметрів до метра і більше, а площа може досягати декількох гектарів. Плавучі острови — не феномен, а досить поширене явище. Як правило, такі острова є об'єктами, створеними природою, але рідше трапляються і плавучі острови, створені людиною.

## Природні острови
Основу природних плавучих островів часто утворюють рогіз, куга, осокові, очерет, які ростуть біля берегів. Сильний вітер може зривати ці рослини, збивати в компактну масу, і в подальшому вони подорожують по водній поверхні. Повітря, що міститься в коренях рослин, не дає їм затонути. Часто той же вітер через деякий час знищує «острів».
Виверження вулканів можуть створювати так звані «пемзові плоти», які подорожують по океану місяцями і навіть роками, поки не просочаться водою достатньо для того, щоб затонути. За цей час на них можуть вирости трави і навіть пальми.
Типовим прикладом природного плавучого острова є сплив торфовища, надалі такі утворення можуть закріпитися і стати звичайним островом, наприклад — Святовський мох на Рибінському водосховищі, площа якого становить 11 км².

## Штучні острови
Штучні плавучі острови часто робляться зі зв'язаного очерету. Найвідоміші в цьому плані індіанці уру, які мешкають по берегах озера Тітікака. Вони створюють штучні острови з рослини totora таких розмірів, що на них може розміститися повноцінне село. Причиною створення таких поселень стали войовничі сусіди уру — інки і кулла.
Столиця ацтеків, Теночтітлан, розташована на острові на озері Тескоко, була оточена чинампами — невеликими штучними островами для сільського господарства, втім, вони рідко були в повному розумінні цього слова плавучими. Нині щось подібне трапляється в Китаї, зокрема, на озері Тайху. На них вирощують рис, пшеницю і канну. Площа таких островів досягає 10 000 м²
Під час Другої світової війни британські суднобудівники задумали будівництво гігантського (розміром 610 на 92 метри) авіаносця з пайкериту. Проект реалізувати не змогли, і «Хабаккук» став просто плавучим островом-айсбергом.
У 1998 році британець Річарт Соуа створив «Спіральний острів» розміром 20 на 16 метрів в містечку Пуерто-Авентурас (Мексика) на березі Карибського моря. Його основу склала мережа, наповнена порожніми пластиковими пляшками (бл. 250 000 штук), далі він використовував фанеру і бамбук, на які насипав пісок і посадив рослини, в тому числі мангри, висота яких перевищила 4,5 метра. На острові вмістився двоповерховий будиночок, туалет, три пляжі. У 2005 році цей твір мистецтва знищив Ураган Емілі. У 2008 році Соуа створив в водах Ісла-Мухерес новий плавучий острів, який назвав Джойксі. Він мав діаметр 20 метрів (пізніше збільшився до 25 метрів), його основу склали близько 100 000 пластикових пляшок, на острові розмістилися три пляжі, будиночок, два ставки, штучний водоспад та річка, що працюють від сонячної енергії, а також посудомийна машина, яка працює від енергії хвиль.
У 2007 році плавучий острів для канадських видр був споруджений в парку дикої природи ZooMontana (Монтана, США). У 2011 році почалося створення штучних плавучих островів в солоних озерах Сіднейського олімпійського парку (Австралія). Їх основу складає рослина солонець, на цих островах стали селитися чорні лебеді, ходуличники, австралійські чоботарі, сірі крижні, каштанові чирянки.
У планах нідерландської компанії Whim Architects створити між Гаваями і Каліфорнією штучний плавучий острів зі сміття, що плаває в Тихому океані. Передбачуваний розмір споруди — до 1000 км², там будуть жити біженці з усього світу. Острів буде повністю автономним, незалежним від зовнішнього світу.

## Озера, відомі плавучими островами
- Умбагог  США
- Тітікака[6]  Перу /  Болівія
- Поркуні[et]  Естонія
- Рибінське водосховище  Росія
- Виситорське Озеро[sr]  Чорногорія
- Власинське Озеро[ru]  Сербія
- Маре Аудомаруас[en] Франція
- Кляйнер-Аберзе[de]  Німеччина
- Вікторія  Танзанія /  Кенія /  Уганда
- Кйога  Уганда
- Ньяса[7]  Малаві /  Мозамбік /  Танзанія
- Упемба[ru]]  ДР Конго
- Чад  Чад /  Камерун /  Нігер /  Нігерія
- Хартбіспурт[en]  ПАР
- Локтак[ru][8]  Індія
- Парасар[ru]  Індія
- Інле  М'янма
- Тайху  КНР